# إدوارد فرنسيس
إدوارد فرنسيس (بالإنجليزية: Edward Francis)‏ (11 سبتمبر 1999 في المملكة المتحدة - ) هو لاعب كرة قدم بريطاني في مركز قلب الدفاع. لعب مع المير سيتي.

## وصلات خارجية
- إدوارد فرنسيس على موقع قاعدة بيانات كرة القدم.إي يو (الإنجليزية)
- إدوارد فرنسيس على موقع Soccerway.com (الإنجليزية)